# Mirosław Bulzacki
Mirosław Andrzej Bulzacki (Łódź, 1951. október 23. –) lengyel válogatott labdarúgó.
A lengyel válogatott tagjaként részt vett az 1974-es világbajnokságon.

## Sikerei, díjai
Lengyelország
- Világbajnoki bronzérmes (1): 1974